# Namakwa
Namakwa – dystrykt w Republice Południowej Afryki, w Prowincji Przylądkowej Północnej. Siedzibą administracyjną dystryktu jest Springbok.
Dystrykt dzieli się na gminy:
- Richtersveld
- Nama Khoi
- Kamiesberg
- Hantam
- Karoo Hoogland
- Khai-Ma